# Brunei Open 1995
Die Brunei Open 1995 im Badminton fanden vom 25. bis zum 27. August 1995 statt. Mit einem Preisgeld von 30.000 US-Dollar wurde das Turnier als 1-Sterne-Turnier in der Grand-Prix-Wertung eingestuft.

## Die Sieger und Platzierten
| Disziplin    | Gold                              | Silber                         | Bronze                             |
| ------------ | --------------------------------- | ------------------------------ | ---------------------------------- |
| Herreneinzel | Rashid Sidek                      | Jeffer Rosobin                 | Dwi Aryanto                        |
| Herreneinzel | Rashid Sidek                      | Jeffer Rosobin                 | Michael Tedjakusuma                |
| Dameneinzel  | Yao Jie                           | Zeng Yaqiong                   | Olivia                             |
| Dameneinzel  | Yao Jie                           | Zeng Yaqiong                   | Angeline de Pauw                   |
| Herrendoppel | Cun Cun Haryono Ade Lukas         | Davis Efraim Halim Haryanto    | Patrick Lau Kim Pong Tan Sian Peng |
| Herrendoppel | Cun Cun Haryono Ade Lukas         | Davis Efraim Halim Haryanto    | Joko Mardianto Victo Wibowo        |
| Damendoppel  | Eny Oktaviani Nonong Denis Zanati | Emma Ermawati Indarti Issolina | Carmelita Eti Tantra               |
| Damendoppel  | Eny Oktaviani Nonong Denis Zanati | Emma Ermawati Indarti Issolina | Yao Jie Zeng Yaqiong               |